# Leslie-højttaler
Leslie-højttaleren er en specielt konstrueret forstærker/højttaler, der bruges til at lave specielle lydeffekter ved at udnytte Dopplereffekten. Højttaleren er opkaldt efter sin opfinder, Donald Leslie, og det er særligt forbundet med Hammondorgelet. Separate Leslie-højttalere var et nødvendigt tilbehør for alle Hammond-ejere, især efter at dens karakteristiske lyd var blevet populær takket være f.eks. Procol Harum på "A Whiter Shade of Pale," Lee Michaels' (Do You Know What I Mean) og Spencer Davis Group i "Gimme Some Lovin'."
Af andre brugere af højttalerne kan nævnes 60'erbandet Steppenwolf.
Selv om Leslie-højttaler og Hammond orgel er omtalt som et sammenhængende musikalske system, har Hammond aldrig ejet eller fremstillet højttalere eller andre dele for Leslie-firmaet og slet ikke reklameret for det. Hammond nægtede at pakke Leslie-højttalere sammen med deres orgler, de brugte i stedet for deres egne højttalere, som stort set ingen "Leslie-lignende" specielle effekter har. Der er rapporter om, at firmaet Hammond orgel advarede klaver- og orgelbutikker imod at sælge Leslies produkter. Trusler kunne gå så vidt som at fortælle forhandlerne, at Hammond orgel ville trække deres produkter tilbage, hvis forhandlerne solgte Leslies. Hammond udførte dog reparationer på Leslie-enheder som en kundeservice, men kun på direkte forespørgsel. De fleste teknikere nu til dags laver både Hammondorgler og Leslie-højttalere. 

## Eksterne links
- Lidt om klædeskabslignende roterende Leslie-højttaler i en større artikel (Webside ikke længere tilgængelig)
- Mere om "Bævre-lyden"
- "Unearthing The Mysteries of the Leslie Cabinet"